# Wheeler County (Nebraska)
Wheeler County ist ein County im Bundesstaat Nebraska der Vereinigten Staaten. Der Verwaltungssitz (County Seat) ist Bartlett, das nach Ezra Bartlett Mitchell, dem Gründer der Stadt, benannt wurde.

## Geographie
Das County liegt im mittleren Nordosten von Nebraska und hat eine Fläche von 1491 Quadratkilometern, wovon 1 Quadratkilometer Wasserfläche ist. Es grenzt im Uhrzeigersinn an folgende Countys: Antelope County, Boone County, Greeley County, Garfield County und Holt County.

## Geschichte
Wheeler County wurde 1877 gebildet. Benannt wurde es nach Major Daniel H. Wheeler.
Zwei Bauwerke des Countys sind im National Register of Historic Places eingetragen (Stand 13. Februar 2018).

## Demografische Daten

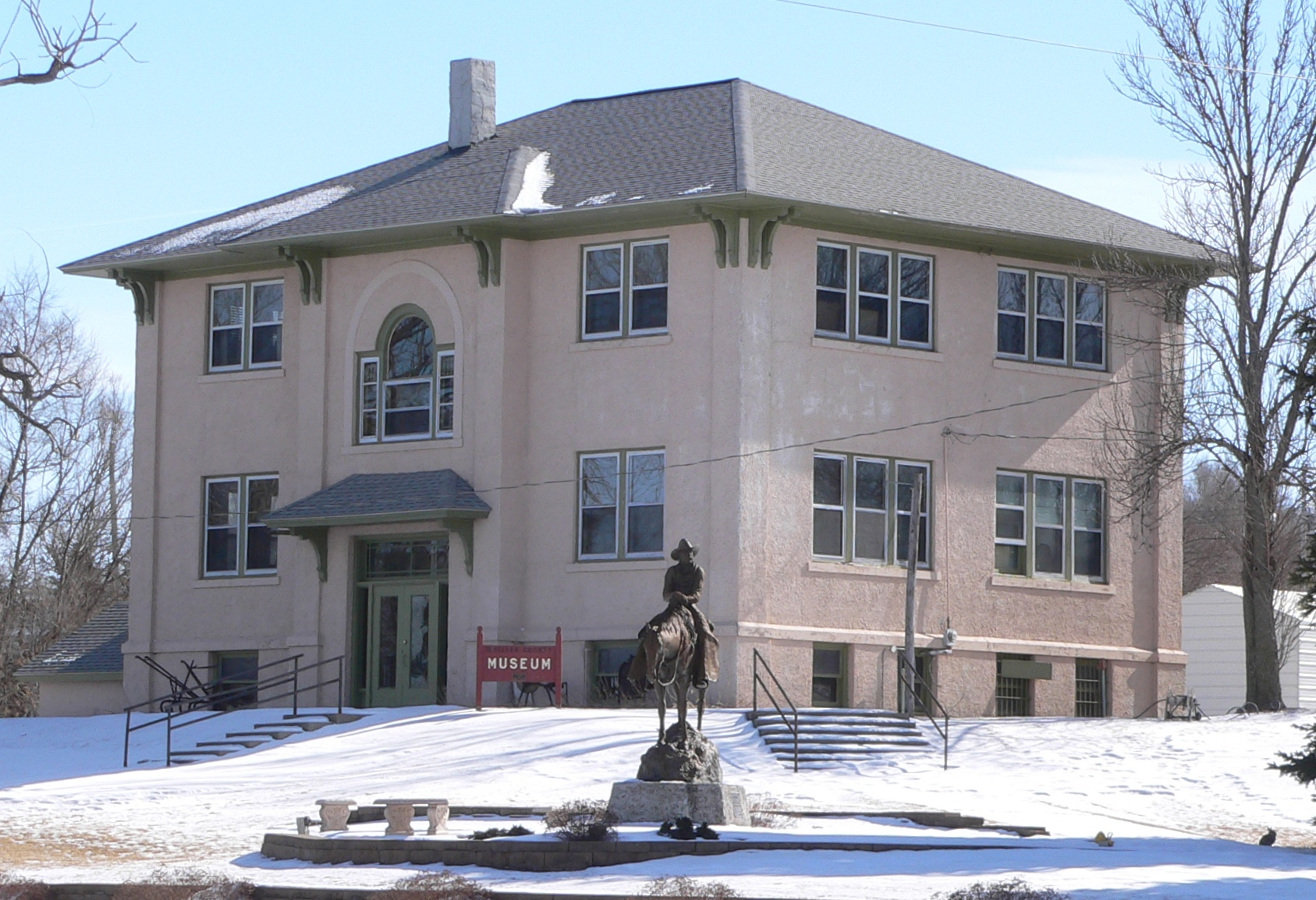
Ehemaliges Wheeler County Courthouse, gelistet im NRHP

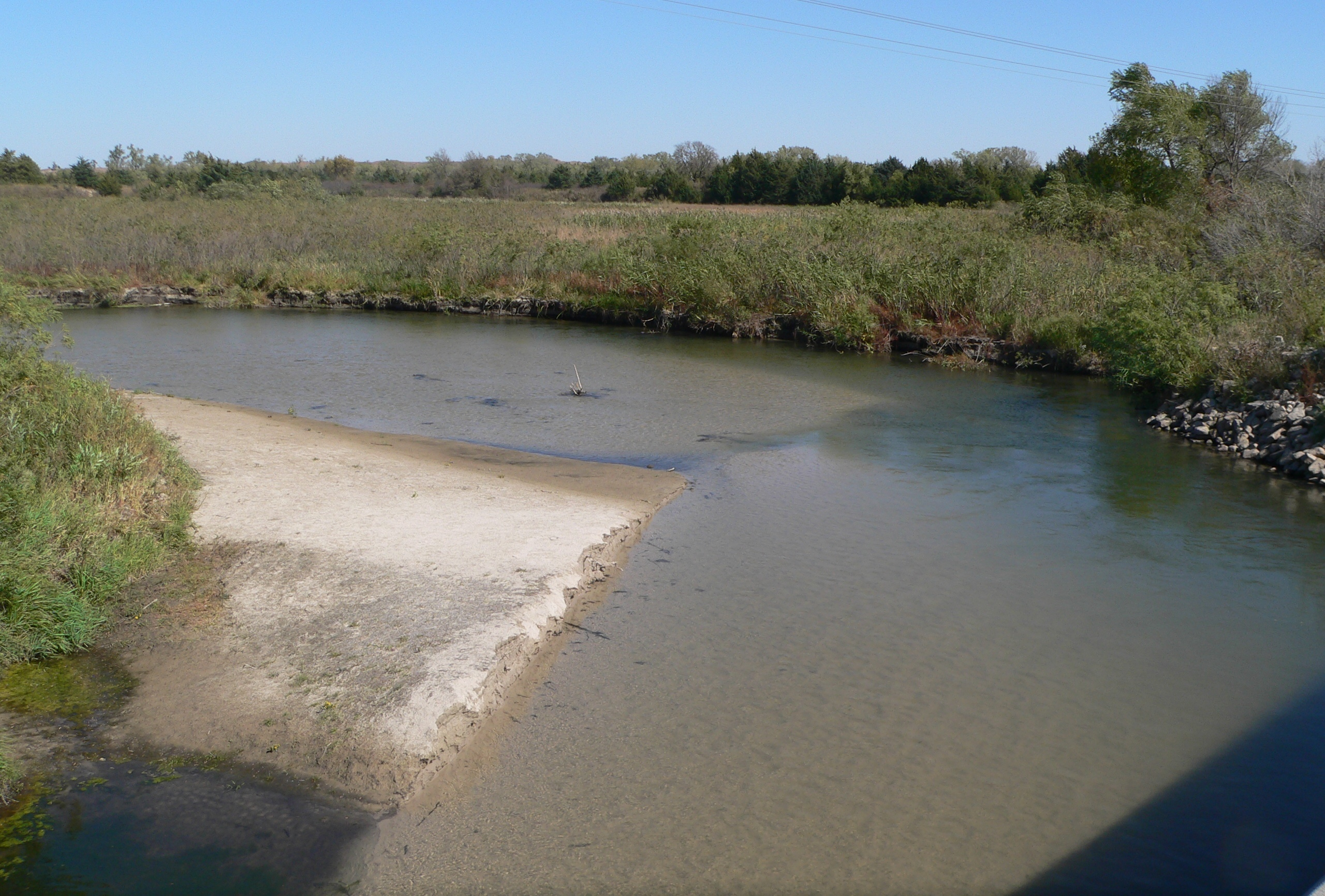
Der Cedar River

Nach der Volkszählung im Jahr 2000 lebten im Wheeler County 886 Menschen in 352 Haushalten und 243 Familien. Die Bevölkerungsdichte betrug 1 Einwohner pro Quadratkilometer. Ethnisch betrachtet setzte sich die Bevölkerung zusammen aus 99,10 Prozent Weißen, 0,23 Prozent amerikanischen Ureinwohnern, 0,56 Prozent Asiaten und 0,33 Prozent aus anderen ethnischen Gruppen; 0,11 Prozent stammten von zwei oder mehr Ethnien ab. 0,56 Prozent der Bevölkerung waren spanischer oder lateinamerikanischer Abstammung.
Von den 352 Haushalten hatten 31,8 Prozent Kinder und Jugendliche unter 18 Jahre, die bei ihnen lebten. 62,8 Prozent waren verheiratete, zusammenlebende Paare, 3,1 Prozent waren allein erziehende Mütter, 30,7 Prozent waren keine Familien, 29,0 Prozent waren Singlehaushalte und in 14,8 Prozent lebten Menschen im Alter von 65 Jahren oder darüber. Die Durchschnittshaushaltsgröße betrug 2,52 und die durchschnittliche Familiengröße lag bei 3,10 Personen.
Auf das gesamte County bezogen setzte sich die Bevölkerung zusammen aus 29,1 Prozent Einwohnern unter 18 Jahren, 6,4 Prozent zwischen 18 und 24 Jahren, 21,9 Prozent zwischen 25 und 44 Jahren, 25,7 Prozent zwischen 45 und 64 Jahren und 16,8 Prozent waren 65 Jahre alt oder darüber. Das Durchschnittsalter betrug 40 Jahre. Auf 100 weibliche Personen kamen 96,0 männliche Personen. Auf 100 Frauen im Alter von 18 Jahren oder darüber kamen statistisch 100,0 Männer.
Das jährliche Durchschnittseinkommen eines Haushalts betrug 26.771 USD, das Durchschnittseinkommen der Familien betrug 33.750 USD. Männer hatten ein Durchschnittseinkommen von 21.563 USD, Frauen 17.083 USD. Das Prokopfeinkommen betrug 14.355 USD. 15,4 Prozent der Familien und 20,9 Prozent der Bevölkerung lebten unterhalb der Armutsgrenze. Davon waren 27,8 Prozent Kinder oder Jugendliche unter 18 Jahre und 16,7 Prozent waren Menschen über 65 Jahre.

## Orte im County
- Bartlett
- Cumminsville
- Day Ranch
- Ericson
- Koinzan Ranch
- Mignery Ranch
- Stokes Ranch